# Axel Petersen (dokumentarfilm)
|  | Denne artikel er oprettet af botten Steenthbot ud fra en ekstern database. Den kan derfor have sproglige fejl eller mangler. Denne skabelon kan fjernes efter kontrol af indholdet. |

 For alternative betydninger, se Axel Petersen. (Se også artikler, som begynder med Axel Petersen)
Axel Petersen er en dansk dokumentarisk optagelse fra 1923.

## Handling
Axel Petersen fortæller vittigheder (den om amerikaneren og englænderen) og spiller til sidst på en lille fløjte.